# Thai League 2025/26
Die Thai League 2025/26 (thailändisch ไทยลีก ฤดูกาล 2568–69) wird die 29. Spielzeit der höchsten thailändischen Fußballliga seit ihrer Gründung im Jahr 1996. Die Liga wird aus Sponsorengründen auch BYD SEALION 6 League One genannt. Sponsor der Thai League ist der chinesische
Automobilhersteller BYD. Die Saison soll am 15. August 2025 starten und am 10. Mai 2026 beendet sein. An dem Spielbetrieb nehmen 16 Mannschaften teil. Die Saison soll am 15. August 2025 starten und am 23. Mai 2026 beendet sein. Titelverteidiger ist Buriram United.

## Modus
Die Vereine spielen ein Doppelrundenturnier aus, womit sich insgesamt 30 Spiele pro Mannschaft ergeben. Es wird nach der 3-Punkte-Regel gespielt (drei Punkte pro Sieg, ein Punkt pro Unentschieden). Die Tabelle wird nach den folgenden Kriterien bestimmt:
1. Anzahl der erzielten Punkte
2. Anzahl der erzielten Punkte im direkten Vergleich
3. Tordifferenz im direkten Vergleich
4. Anzahl Tore im direkten Vergleich
5. Tordifferenz aus allen Spielen
6. Anzahl Tore in allen Spielen

Die drei Vereine mit den wenigsten Punkten steigen in die zweitklassige Thai League 2 ab.

## Mannschaften
Aufsteiger
- Thai League 2 – 2024/25 → Thai League 2025/26
  - Chonburi FC
  - Ayutthaya United FC
  - Kanchanaburi Power FC

Absteiger
- Thai League 2024/25 → Thai League 2 – 2025/26
  - Khon Kaen United FC
  - Nakhon Pathom United FC
  - Nongbua Pitchaya FC

| Mannschaft                | Standort            | Stadion                       | Kapazität |
| ------------------------- | ------------------- | ----------------------------- | --------- |
| Ayutthaya United FC (N)   | Ayutthaya           | Ayutthaya Province Stadium    | 6.000     |
| Bangkok United            | Pathum Thani        | True BG Stadium               | 9.000     |
| BG Pathum United FC       | Pathum Thani        | True BG Stadium               | 9.000     |
| Buriram United            | Buriram             | Chang Arena                   | 32.600    |
| Chiangrai United          | Chiangrai           | Singha Stadium                | 11.354    |
| Chonburi FC (N)           | Chonburi            | Chonburi Daikin Stadium       | 8.680     |
| Kanchanaburi Power FC (N) | Kanchanaburi        | Kanchanaburi Province Stadium | 13.000    |
| Lamphun Warriors FC       | Lamphun             | 700th Anniversary Stadium     | 25.000    |
| Muangthong United         | Nonthaburi          | Thunderdome Stadium           | 12.505    |
| Nakhon Ratchasima FC      | Nakhon Ratchasima   | 80th Birthday Stadium         | 24.641    |
| Port FC                   | Bangkok             | PAT Stadium                   | 8.000     |
| PT Prachuap FC            | Prachuap Khiri Khan | Sam Ao Stadium                | 5.000     |
| Ratchaburi FC             | Ratchaburi          | Dragon Solar Park             | 10.000    |
| Rayong FC                 | Rayong              | Rayong Province Stadium       | 7.500     |
| Sukhothai FC              | Sukhothai           | Thung Thalay Luang Stadium    | 8.000     |
| Uthai Thani FC            | Uthai Thani         | Uthai Thani Province Stadium  | 4.477     |

### Vereine nach Provinz
| Provinz             | Anzahl | Vereine                            |
| ------------------- | ------ | ---------------------------------- |
| Pathum Thani        | 2      | Bangkok United BG Pathum United FC |
| Bangkok             | 1      | Port FC                            |
| Buriram             | 1      | Buriram United                     |
| Chiangrai           | 1      | Chiangrai United                   |
| Chonburi            | 1      | Chonburi FC                        |
| Kanchanaburi        | 1      | Kanchanaburi Power FC              |
| Lamphun             | 1      | Lamphun Warriors FC                |
| Nakhon Ratchasima   | 1      | Nakhon Ratchasima FC               |
| Nonthaburi          | 1      | Muangthong United                  |
| Ayutthaya           | 1      | Ayutthaya United FC                |
| Prachuap Khiri Khan | 1      | PT Prachuap FC                     |
| Ratchaburi          | 1      | Ratchaburi FC                      |
| Rayong              | 1      | Rayong FC                          |
| Sukhothai           | 1      | Sukhothai FC                       |
| Uthai Thani         | 1      | Uthai Thani FC                     |

## Personal
Stand: Saisonstart 2025/26
| Mannschaft            | Trainer                 | Mannschaftskapitän |
| --------------------- | ----------------------- | ------------------ |
| Ayutthaya United FC   | Jugkrit Siriwattanasart |                    |
| Bangkok United        | Totchtawan Sripan       |                    |
| BG Pathum United FC   | Supachai Komsilp        |                    |
| Buriram United        | Osmar Loss              |                    |
| Chiangrai United      | Piyaphon Phanichakul    |                    |
| Chonburi FC           | Teerasak Po-on          |                    |
| Kanchanaburi Power FC | Alongkorn Thong-am      |                    |
| Lamphun Warriors FC   | Wanderley               |                    |
| Muangthong United     | Rangsan Viwatchaichok   |                    |
| Nakhon Ratchasima FC  | Issara Sritaro          |                    |
| Port FC               | Alexandre Gama          |                    |
| PT Prachuap FC        | Sasom Pobprasert        |                    |
| Ratchaburi FC         | Worrawoot Srimaka       |                    |
| Rayong FC             | Jukkapant Punpee        |                    |
| Sukhothai FC          | Aktaporn Chalitaporn    |                    |
| Uthai Thani FC        | Gino Lettieri           |                    |

### Trainerwechsel
| Vor Saisonstart       | Vor Saisonstart              | Vor Saisonstart | Vor Saisonstart       | Vor Saisonstart | Vor Saisonstart                    |
| Mannschaft            | Ehemaliger Trainer           | Trainer bis     | Neuer Trainer         | Trainer ab      | Anmerkung                          |
| --------------------- | ---------------------------- | --------------- | --------------------- | --------------- | ---------------------------------- |
| Lamphun Warriors FC   | Alexandre Gama               | 31. Mai 2025    | Wanderley             | 12. Juni 2025   | Vertragsende                       |
| Nakhon Ratchasima FC  | Teerasak Po-on               | 27. April 2025  | Issara Sritaro        | 15. Mai 2025    | Wechsel zum Chonburi FC            |
| Uthai Thani FC        | Miloš Joksić                 | 2. Mai 2025     | Gino Lettieri         | 26. Mai 2025    | Vertragsende                       |
| Chonburi FC           | Thawatchai Damrong-Ongtrakul | 4. Mai 2025     | Teerasak Po-on        | 9. Mai 2025     | Vertragsende                       |
| Port FC               | Choketawee Promrut           | 7. Mai 2025     | Alexandre Gama        | 1. Juni 2025    | Ende Interimstrainer               |
| Muangthong United     | Gino Lettieri                | 25. Mai 2025    | Rangsan Viwatchaichok | 28. Mai 2025    | Wechsel zum Uthai Thani FC         |
| Kanchanaburi Power FC | Dusit Chalermsan             | 15. Juni 2025   | Alongkorn Thong-am    | 16. Juni 2025   | Ernennung zum Technischen Direktor |

## Ausländische Spieler
Stand: Juli 2025
| Mannschaft            | Spieler 1              | Spieler 2        | Spieler 3         | Spieler 4          | Spieler 5          | Spieler 6              | Spieler 7          | ASEAN 1               | ASEAN 2             | ASEAN 3           | ASEAN 4          | Nicht registrierte Spieler                                        | Ehemalige Spieler     |
| --------------------- | ---------------------- | ---------------- | ----------------- | ------------------ | ------------------ | ---------------------- | ------------------ | --------------------- | ------------------- | ----------------- | ---------------- | ----------------------------------------------------------------- | --------------------- |
| Ayutthaya United FC   | Hwang Hyun-soo         | Eduardo Kau      | Néstor Albiach    | Diego Carioca      |                    |                        |                    | Dylan de Bruycker     |                     |                   |                  |                                                                   |                       |
| Bangkok United        | Everton                | Philipe Maia     | Seia Kunori       | Ilias Alhaft       | Kyōga Nakamura     | Luka Adžić             | Muhsen al-Ghassani | Richairo Živković     |                     |                   |                  |                                                                   |                       |
| BG Pathum United FC   | Tomoyuki Doi           | Miloš Drinčić    | Matheus Fornazari | Slaviša Bogdanović | Joel López Pissano | Takaki Ose             |                    | Photthavong Sangvilay | Jordan Emaviwe      |                   |                  |                                                                   |                       |
| Buriram United        | Fejsal Mulić           | Bissoli          | Robert Bauer      | Robert Žulj        | Peter Žulj         | Filip Stojković        | Myeong-seok Ko     | Shayne Pattynama      | Ilhan Fandi         | Sandy Walsh       | Neil Etheridge   | Nemanja Nikolic Lucas Crispim Goran Čaušić Curtis Good Juan Ibiza |                       |
| Chiangrai United      | Victor Cardozo         | Hélio            | Dudu              | Itsuki Enomoto     | Gabriel Henrique   | Itsuki Enomoto         |                    |                       |                     |                   |                  |                                                                   |                       |
| Chonburi FC           | Oege-Sietse van Lingen | Greg Houla       | Jorge Fellipe     | Lesley Ablorh      | Queven             | Abo Eisa               | Jonathan Bolingi   | Kike Linares          | Jefferson Tabinas   | Kevin Ray Mendoza |                  |                                                                   |                       |
| Kanchanaburi Power FC | Andros Townsend        | Alain Oyarzun    | Gerson Rodrigues  | Ewerton            | Aboubakar Kamara   | Mehdi Tahrat           | Mohamed Mara       | Sergio Aguero         | John Lucero         | Diego Bardanca    | Anumanthan Kumar | Ryhan Stewart                                                     | Adolph Koudakpo       |
| Lamphun Warriors FC   | Peniel Mlapa           | Ralph            | Charlie Clough    | Willen Mota        | Aly Cissokho       |                        |                    |                       |                     |                   |                  |                                                                   |                       |
| Muangthong United     | Melvyn Lorenzen        | Nelson Orji      | Armin Gremsl      | Diego Reis         | Batata Zampier     | Richmond Darko         | Stefan Tsonkov     | Michael Kempter       | John-Patrick Strauß |                   |                  |                                                                   |                       |
| Nakhon Ratchasima FC  | Wendel Matheus         | Dennis Murillo   | Viti Martínez     | Dejan Meleg        | Nenad Lalic        | Hirotaka Mita          | Elson Hooi         | Bill Mamadou          |                     |                   |                  |                                                                   |                       |
| Port FC               | Lucas Tocantins        | Matheus Pato     | Matheus Lins      | Kaká Mendes        | Rebin Sulaka       | Brayan Perea           |                    | Michael Falkesgaard   | Irfan Fandi         |                   |                  |                                                                   |                       |
| PT Prachuap FC        | Rodrigo Dias           | Michel           |                   | Aaron Olanare      |                    |                        |                    | Adrian Ugelvik        | Nick Taylor         |                   |                  |                                                                   |                       |
| Ratchaburi FC         | Guilherme Negueba      | Jérémy Corinus   | Ottman Dadoune    | Tana               | Gabriel Mutombo    | Njiva Rakotoharimalala |                    | Ikhsan Fandi          |                     |                   |                  |                                                                   | Romain Habran Sidcley |
| Rayong FC             | Keven Alemán           | Veljko Filipović | Stefan Cebara     | Júnior Batista     | João Afonso        | Ryoma Itō              |                    | Manuel Ott            |                     |                   |                  |                                                                   |                       |
| Sukhothai FC          | Mateusinho             | Romeu            | Gildo             | Elias              |                    |                        |                    |                       |                     |                   |                  |                                                                   |                       |
| Uthai Thani FC        | Christian Gomis        | Mo Eisa          | Chigozie Mbah     | Bruno Baio         |                    |                        |                    |                       |                     |                   |                  |                                                                   |                       |

### Thailändische Spieler mit doppelter Staatsbürgerschaft
Stand: Juli 2025
| Mannschaft            | Spieler 1 | Spieler 2       | Spieler 3                | Spieler 4         | Spieler 5 | Spieler 6            | Spieler 7     | Spieler 8         | Spieler 9   | Ehemalige Spieler |
| --------------------- | --------- | --------------- | ------------------------ | ----------------- | --------- | -------------------- | ------------- | ----------------- | ----------- | ----------------- |
| Ayutthaya United FC   |           |                 |                          |                   |           |                      |               |                   |             |                   |
| Bangkok United        |           |                 |                          |                   |           |                      |               |                   |             |                   |
| BG Pathum United FC   |           |                 |                          |                   |           |                      |               |                   |             |                   |
| Buriram United        |           |                 |                          |                   |           |                      |               |                   |             |                   |
| Chiangrai United      |           |                 |                          |                   |           |                      |               |                   |             |                   |
| Chonburi FC           |           |                 |                          |                   |           |                      |               |                   |             |                   |
| Kanchanaburi Power FC |           |                 |                          |                   |           |                      |               |                   |             |                   |
| Lamphun Warriors FC   |           |                 |                          |                   |           |                      |               |                   |             |                   |
| Muangthong United     |           |                 |                          |                   |           |                      |               |                   |             |                   |
| Nakhon Ratchasima FC  |           |                 |                          |                   |           |                      |               |                   |             |                   |
| Port FC               |           |                 |                          |                   |           |                      |               |                   |             |                   |
| PT Prachuap FC        |           |                 |                          |                   |           |                      |               |                   |             |                   |
| Ratchaburi FC         |           |                 |                          |                   |           |                      |               |                   |             |                   |
| Rayong FC             |           |                 |                          |                   |           |                      |               |                   |             |                   |
| Sukhothai FC          |           |                 |                          |                   |           |                      |               |                   |             |                   |
| Uthai Thani FC        | Ben Davis | James Beresford | Charalampos Charalampous | William Weidersjö | Siam Yapp | Alexander Gountounas | Jonas Schwabe | Kristoffer Ryberg | Danai Smart |                   |